# Bathophilus indicus
Bathophilus indicus es una especie de pez de la familia Stomiidae en el orden de los Stomiiformes.

## Morfología
• Los machos pueden llegar alcanzar los 9 cm de longitud total.

## Hábitat
Es un pez de mar y de aguas profundas que vive hasta 2.260 m de profundidad.

## Distribución geográfica
Se encuentra desde el Canal de Mozambique hasta 30 ° S, las costas de Durban (Sudáfrica) y Dampier (Australia Occidental ).